# MacRumors
MacRumors é um site que agrega notícias, rumores e reportagens relacionadas a Apple e Mac. O site foi criado em 24 de fevereiro de 2000 em Richmond, Virgínia, e seu proprietário é Arnold Kim. Consolidando reportagens e agregando alegações com várias referências, o MacRumors tenta se manter a par da comunidade de rumores. O site é atualizado diariamente.

## Conteúdo
O MacRumors é a sede de um grande fórum de discussão focado em Mac com mais de 1 milhão de membros e mais de 29 milhões de postagens até abril de 2015. O site hospeda um guia do comprador especializado que recomenda a hora de comprar produtos da Apple baseado na última atualização do produto.

## Sites irmãos
TouchArcade é um site de notícias de jogos mobile lançado em 2008. Arnold Kim da MacRumors trabalhou no site. Kim também gerencia o AppShopper, tornando-os "sites irmãos." O editor chefe do TouchArcade foi Eli Hodapp de 2009 a 2019. O site anunciou um aplicativo para iOS em 2012. No início do ano seguinte, o TouchArcade iniciou uma promoção chamada Free Play, onde o site promovia um jogo que se tornava gratuito para baixar durante a duração da promoção. O TouchArcade lançou uma campanha de financiamento coletivo em junho de 2015.
O TouchArcade já foi reconhecido por jornalistas como estando entre os melhores sites de notícias de jogos mobile. Jornalistas de jogos também descreveram Hodapp do TouchArcade como influente na comunidade de jogos mobile.